# Adil Auassar
Pour les articles homonymes, voir Adil (prénom).
Adil Auassar est un footballeur marocain, né le 6 octobre 1986 à Dordrecht aux Pays-Bas. Il évolue comme milieu défensif.

## Biographie

### En club
Auassar commence le football dans la catégorie des jeunes dans les clubs VV Groote Lindt, Sparta Rotterdam et dans son club formateur FC Dordrecht, dans lequel il fait ses débuts professionnels dans la saison 2005-2006 en D2 néerlandaise. Une saison plus tard, il devient un joueur clé du club, étant titulaire à chaque match. En été 2007, il quitte son club formateur pour un premier aventure au VVV Venlo, club dans lequel il signe un contrat de deux ans, effectuant ses débuts en Eredivisie. Il joue une saison avant d'être relégué en D2 néerlandaise. Lors de la saison 2008-2009, il est champion de D2 néerlandaise et remonte en Eredivisie. Il termine la saison 2009-2010 à la douzième place de l'Eredivisie.
En 2010, il est transféré au Feyenoord Rotterdam. Il fait ses débuts dans un match historique face au PSV Eindhoven, encaissant dix buts au cours d'un seul match. Il entre en jeu en deuxième mi-temps à la place de Luc Castaignos. Dans le club rotterdamois, il joue en total seulement 68 minutes, ce qui le mène à un prêt au RKC Waalwijk pour la saison 2011-2012. Après une saison de prêt, le joueur est libre et intègre les rangs du De Graafschap en D2 néerlandaise. Une saison plus tard, il prend la direction de l'Excelsior Rotterdam. En 2014, il retourne en Eredivisie et termine la saison à la quinzième place du classement du championnat. En 2016, le club propose à Auassar de prolonger son contrat jusqu'en mi-2019. Le joueur refuse la prolongation du contrat. En juin 2016, il signe un contrat de trois ans au Roda JC. Avec le Roda JC, Auassar est de nouveau relégué en D2 néerlandaise.
Le 6 juillet 2018, il signe un contrat de deux ans au Sparta Rotterdam, club dans lequel il a évolué dans son parcours junior. Il dispute avec la D2 néerlandaise avant de jouer l'Eredivisie lors de la saison 2019-2020. Dans le club de Rotterdam, il porte régulièrement le brassard de capitaine. En avril 2020, il prolonge son contrat d'une saison en plus.

### En sélection
Natif des Pays-Bas mais possédant également la nationalité marocaine, il reçoit une sélection avec les Pays-Bas -20 ans en 2008.

## Palmarès
VVV Venlo
- Eerste divisie (D2)
  - Champion (1) : 2009

 Sparta Rotterdam
- Eerste divisie (D2)
  - Vice-champion : 2019